# Dasypolia gerbillus
Dasypolia gerbillus är en fjärilsart som beskrevs av Alphéraky 1892. Dasypolia gerbillus ingår i släktet Dasypolia och familjen nattflyn. Inga underarter finns listade i Catalogue of Life.